# Aiton (okręg Kluż)
Aiton (węg. Ajton) – wieś w Rumunii, w okręgu Kluż, w gminie Aiton. W 2011 roku liczyła 606 mieszkańców.